# 鈴木直和
鈴木 直和（すずき ただかず）は、日本の労働官僚。厚生労働省大臣官房長、厚生労働省職業安定局長、勤労者退職金共済機構理事を経て、建設業福祉共済団理事長。

## 人物・経歴
福島県出身。1972年東京大学経済学部卒業、労働省入省。長崎県労働部職業安定課長等を経て、2003年厚生労働省大臣官房長。1990年労働省労働基準局賃金時間部労働時間課長。1992年労働省労働基準局庶務課長。
1993年新潟県商工労働部長。1996年労働省職業安定局雇用政策課長。1997年労働大臣官房会計課長。
1999年労働省労政局勤労者福祉部長。2000年労働大臣官房審議官（労働基準監督官）。2002年厚生労働省大臣官房総括審議官。2003年厚生労働省大臣官房長。2005年厚生労働省職業安定局長。2006年勤労者退職金共済機構理事（総務担当）。2013年建設業福祉共済団顧問。2014年建設業福祉共済団理事長。2018年瑞宝中綬章受章。